# LVS 8
LVS 8:1992, intitulé 8 bitu kodēto grafisko simbolu kopa Baltijas jūras reģiona valstīm (littéralement : jeu de caractères graphiques codé par 8 bits pour les pays de la région mer Baltique), est une norme lettone de codage de caractères. Elle consiste en 191 caractères de l’alphabet latin, chacun d’entre eux étant codé par un octet (8 bits).